# کنزینگتن (مینه‌سوتا)
کنزینگتن، مینه‌سوتا (به انگلیسی: Kensington, Minnesota) یک شهر در ایالات متحده آمریکا است که در شهرستان داگلاس واقع شده‌است.

## خصوصیات
کنزینگتن ۰٫۹۳ کیلومترمربع مساحت و ۲۹۲ نفر جمعیت دارد و ۳۹۹ متر بالاتر از سطح دریا واقع شده‌است.